# Egoitz García
Egoitz García Etxegibel (Atxondo, Vizcaya, 31 de marzo de 1986) es un ciclista español. Actualmente se encuentra sin equipo.

## Trayectoria
Debutó en 2010 en el equipo Caja Rural, y tras dos temporadas fichó por el equipo francés Cofidis. Su primera actuación destacada como profesional fue un segundo puesto en la sexta etapa del Tour de Turquía 2011 solamente superado por André Greipel al sprint.
Solamente ha conseguido una victoria como profesional: la clasificación general de la París-Corrèze de 2012. Tras una primera etapa intrascendente para la general y ganada por Adam Blythe al sprint, la carrera se resolvió en la segunda y definitiva etapa. La fuga del día cuajó y se jugaron la victoria de etapa entre un grupo de doce unidades donde se encontraban Johann Tschopp, Egoitz García y Kenny Elissonde, que fue el ganador de la etapa, sin embargo no contaba con opciones en la general. García fue el único que pudo seguir la rueda de Elissonde y pudo así alzarse con la clasificación general de la prueba.

## Palmarés
2012
- París-Corrèze

## Resultados en Grandes Vueltas
| Carrera | Carrera         | 2010 | 2011 | 2012  | 2013  | 2014 | 2015 | 2016 | 2017 |
| ------- | --------------- | ---- | ---- | ----- | ----- | ---- | ---- | ---- | ---- |
|         | Giro de Italia  | —    | —    | —     | —     | —    | —    | —    | —    |
|         | Tour de Francia | —    | —    | —     | 115.º | Ab.  | —    | —    | —    |
|         | Vuelta a España | —    | —    | 101.º | —     | —    | —    | —    | —    |

—: no participa

Ab.: abandono

## Equipos
- Caja Rural (2010-2011)
- Cofidis (2012-2014)
  - Cofidis, le Crédit en Ligne (2012)
  - Cofidis, Solutions Crédits (2013-2014)
- Murias Taldea (2015)
- Al Marakeb Cycling Team (2016)
- Equipo Bolivia[2] (2017)